# ADAC Chevrolet Cup
Der ADAC Chevrolet Cup ist ein auf dem Chevrolet Cruze basierender Markenpokal. Die 2010, als ADAC Cruze Cup gegründete Clubsportserie wurde Anfang 2012 umbenannt. Die Serie ist sowohl für Amateur- als auch Profifahrer zugelassen.

## Reglement

### Serienreglement
In der Serie sind nur Fahrzeuge des Typs Chevrolet Cruze 1,8 zugelassen. 
Startberechtigt sind Fahrer, die mindestens die nationale DMSB-Lizenz der Stufe C besitzen. In den Jahren 2010 und 2011 waren zehn Rennveranstaltungen vorgesehen, in der Saison 2012 sind es acht Veranstaltungen. Es handelt sich dabei um Eintagesveranstaltungen, sie bestehen aus der Fahrerbesprechung/Schulung, einem 60-minütigen Training, dem 15-minütigen Qualifying und dem Rennen (Langstrecke z. B. 4 Stunden oder Sektionen). 
Es werden folgende Punkte für die Clubwertung vergeben: 50-45-42-40-38-36-34-32-30-28-26-24-22-20-19-18-17-16-15-14-13-12-11-10-9-8-7-6-5-4-3-2 usw. 1.

## Ergebnisse

### Meister des ADAC Chevrolet Cup / ADAC Cruze Cup
| Jahr | Meister                                   | Punkte | 2. Platz                    | Punkte | 3. Platz                      | Punkte |
| ---- | ----------------------------------------- | ------ | --------------------------- | ------ | ----------------------------- | ------ |
| 2010 | AHRENS RACING-BATC                        | 435    | RACE4FUN.DE/AC Verden       | 426    | Motion Motive                 | 387    |
| 2011 | ADAC HTH by Motorsport Arena Oschersleben | 392    | ADAC Ostwestfalen-Lippe     | 357    | Toxic Racing                  | 354    |
| 2012 | ADAC Ostwestfalen-Lippe                   | 362    | MSC Oschersleben / ADAC NSA | 315    | Toxic Racing I                | 306    |
| 2013 | TMS - Racing                              | 7178   | Pfister - Racing            | 6501   | Motorsport Arena Oschersleben | 3691   |

### Youngster
| Jahr | Meister                      | Punkte | 2. Platz        | Punkte | 3. Platz                           | Punkte |
| ---- | ---------------------------- | ------ | --------------- | ------ | ---------------------------------- | ------ |
| 2012 | Dominik Peitz Rainer Gelhaus | 362    | Pascal Hoffmann | 324    | Marc-Aurel Colesselli Tobias Amann | 278    |